# … denn zum Küssen sind sie da
… denn zum Küssen sind sie da (englisch Kiss the Girls ‚Küss die Mädchen‘) ist ein US-amerikanischer Thriller von Gary Fleder aus dem Jahr 1997 basierend auf dem Bestseller-Roman Kiss the Girls von James Patterson mit Morgan Freeman und Ashley Judd in den Hauptrollen. Eine Fortsetzung erschien 2001 mit dem Thriller Im Netz der Spinne.

## Handlung
Dr. Alex Cross ist Polizist in Washington, D.C. Nachdem er in seiner Funktion als forensischer Psychologe der Polizei einer Frau das Leben gerettet hat, erfährt er, dass seine Nichte Naomi seit vier Tagen vermisst wird. Daraufhin fährt er nach Durham, North Carolina, um zu ermitteln. Kaum dort angekommen, sieht er im Polizeirevier die Fotos von acht weiteren entführten jungen Frauen. Kurz darauf fährt er mit den dort ansässigen Polizisten zu einer eben im Wald entdeckten Leiche, die sich als das dritte tot aufgefundene Opfer unter den acht Frauen herausstellt. Zur Erleichterung Cross’ ist die an den Baum gefesselte Leiche nicht seine Nichte. Cross sieht sich die Tote genauer an und stellt fest, dass es sich bei dem Täter um einen Sammler handeln könnte. Dies könnte bedeuten, dass die Toten aufgrund ihres guten Aussehens und bestimmter Charaktereigenschaften vom Täter ausgewählt werden. Bei der zweiten Leiche wurde ein mit dem Pseudonym Casanova unterzeichneter Brief gefunden.
Am selben Abend wird die Ärztin Kate McTiernan in ihrem Haus von einem Mann überfallen, betäubt und entführt. Sie erwacht in einem nur durch Kerzen erhellten kargen Raum. Der Entführer zeigt sich Kate mit einer Maske und erklärt ihr, dass sie hier sei, um sich zu verlieben und um Liebe zu erleben. Kurz darauf sieht der Zuschauer, wie „Casanova“ in einem anderen Raum per Internet ein Foto von McTiernan an einen Mitwisser verschickt. Inzwischen nimmt McTiernan durch die Brettertür ihres Verlieses Kontakt mit den anderen entführten Frauen auf, die ihr ihre Namen nennen.
Zwar findet Cross eine unter der Tür seines Hotelzimmers durchgeschobene Postkarte mit der Widmung von „Casanova“, kann jedoch die Person, die vor seiner Tür war, nicht mehr erwischen. Eine Besprechung zwischen Cross und seinen Kollegen verdeutlicht, dass der Täter nur sehr attraktive, intelligente und willensstarke Frauen entführt hat. Die Beamten vermuten, dass die Frauen, die gegen bestimmte Spielregeln des Täters verstoßen haben, ermordet wurden.
„Casanova“ kommt währenddessen zu Kate, um ihr eine weitere Spritze mit einer Droge zu verabreichen. Die Freizeit-Kickboxerin schlägt ihn für einen kurzen Moment handlungsunfähig, findet trotz des Drogennebels den Ausgang aus dem labyrinthartigen Keller und flieht durch den Wald. „Casanova“ holt sie jedoch am Rand einer Schlucht ein, woraufhin die Ärztin in ihrer Angst in die Tiefe springt. Von Anglern wird McTiernan aus einem Fluss gezogen und ins Krankenhaus gebracht, wo Cross und seine Kollegen alsbald auftauchen. Bei der Ärztin ist inzwischen ein posttraumatischer Schock diagnostiziert worden, es geht ihr zusehends schlechter. Cross findet durch ein Arzneimittelverzeichnis heraus, dass es sich bei McTiernan um die Substituierung eines Benzodiazepin-Derivates handelt. Sie wird daraufhin einer Entgiftungsbehandlung unterzogen, wodurch sie wieder zu Kräften kommt. Während einer Pressekonferenz spricht sie den Angehörigen der übrigen entführten Frauen Mut zu. Sich an den Täter wendend betont sie, dass nur sie allein gegen seine Spielregeln verstoßen habe und keine der anderen Frauen.
Cross versucht daraufhin, weitere Details von McTiernan über ihre Entführung zu erfahren, erhält jedoch weder Hinweise auf die Person des Täters noch den Ort des Verlieses. Später entdeckt er im Polizeicomputer eine, wegen der ungewöhnlich großen Menge, verdächtige Sistol-Bestellung des Schönheitschirurgen Dr. William „Will“ Rudolph. Daraufhin findet er mit McTiernan heraus, dass in Kalifornien ähnliche Entführungen stattfinden, und diese mit denen aus Durham in Verbindung stehen könnten. Aus diesem Grund fliegen alle ermittelnden Beamten zusammen nach Los Angeles, um mit Cross’ Cousin, Det. John Sampson, weiter zu ermitteln. Sie observieren Dr. Rudolph, der in einer Bar in der Stadt eine Frau anspricht, mit der er zu einer Hütte im Wald fährt. Bei dem Versuch Dr. Rudolph, dem sie gefolgt sind, festzunehmen, wird einer von ihnen, Henry Castillo, von Rudolph auf der Flucht angeschossen und Cross kurz darauf auch noch angefahren. Nach diesem misslungenen Versuch hängt sich das FBI an Rudolphs Fersen und durchsucht dessen Haus. Dort wird ein Zimmer mit Hinweisen auf den zweiten Täter gefunden, mit dem Rudolph sich einen Wettkampf liefert. Dieser hat sich inzwischen zu einem unterirdischen Keller einer verfallenen Plantage begeben, wo er den anderen Täter trifft und erregt mit ihm diskutiert. Rudolphs Gegenpart bezeichnet sich als dessen Mentor, sieht sich nun jedoch gezwungen, auf Rudolph zu schießen und vertreibt ihn. Im Wald sucht Cross das Versteck der entführten Frauen und findet es, als er in die Richtung geht, aus der er die Schüsse gehört hat. Cross erschießt den flüchtenden Rudolph, „Casanova“ entkommt, die Frauen werden befreit. Unter ihnen befindet sich auch Naomi.
McTiernan lädt Cross an seinem letzten Abend in der Stadt zu sich nach Hause zum Essen ein. Den Psychologen lässt der Fall nicht los und während er noch darüber nachdenkt, wird ihm klar, dass die Schrift von „Casanova“ frappante Übereinstimmungen mit der von Detective Nick Ruskin aufweist. Die arglose Kate McTiernan lässt Ruskin, bei dem es sich um „Casanova“ handelt, inzwischen in ihr Haus. Cross versucht McTiernan anzurufen, doch Ruskin hat die Leitung gekappt, woraufhin Cross mit dem Auto zu ihrem Haus rast. Dort kämpft Ruskin erbittert mit McTiernan, der es gelingt, ihn mit seinen eigenen Handschellen an den Gasherd zu fesseln. Ruskin reißt so stark am Herd, dass die Gasleitung leckt. Er zückt ein Feuerzeug, um sich und McTiernan in die Luft zu jagen. In diesem Moment taucht Cross auf und redet auf Ruskin ein. Als dieser das Feuerzeug entzünden will, ergreift Cross seine Waffe und schießt durch eine Milch-Packung, um eine Explosion durch das Mündungsfeuer zu verhindern. Ruskin bricht von der Kugel getroffen tot zusammen.

## Entstehung und Veröffentlichung
| Figur                       | Darsteller               | Deutscher Sprecher |
| --------------------------- | ------------------------ | ------------------ |
| Dr. Alex Cross              | Morgan Freeman           | Klaus Sonnenschein |
| Dr. Kate McTiernan          | Ashley Judd              | Maud Ackermann     |
| Det. Nick Ruskin            | Cary Elwes               | Ingo Albrecht      |
| Det. Davey Sikes            | Alex McArthur            | Andreas Hosang     |
| Dr. William ‚Will‘ Rudolph  | Tony Goldwyn             | Benjamin Völz      |
| Kyle Craig, FBI-Agent       | Jay O. Sanders           | Lutz Riedel        |
| Seth Samuels                | Richard T. Jones         | David Nathan       |
| Det. John Sampson           | Bill Nunn                | Tilo Schmitz       |
| Chief Hatfield, Durham P.D. | Brian Cox                | Hans Teuscher      |
| Dr. Ruocco                  | Roma Maffia              | Joseline Gassen    |
| Henry Castillo              | Jeremy Piven             | Uwe Büschken       |
| Naomi Cross                 | Gina Ravera              | Ulrike Stürzbecher |
| Megan Murphy                | Heidi Schanz             |                    |
| Dr. Wick Sachs              | William Converse-Roberts | Hubertus Bengsch   |
| Kickbox-Trainer             | Billy Blanks             | Klaus-Peter Grap   |
| Melinda Renna               | Melinda Renna            | Viola Sauer        |

Ursprünglich sollte Denzel Washington die Hauptrolle spielen, als es jedoch zeitliche Überschneidungen mit anderen seiner Projekte gab, wurde Morgan Freeman für die Hauptrolle ausgewählt. Die Filmaufnahmen entstanden in den USA und in Kanada. Gefilmt wurde in Kalifornien, im California Institute of Technology; in Irvine und in der University of Southern California, Los Angeles. Außerdem wurde in Durham, Chapel Hill und im Research Triangle Park in North Carolina gedreht. Die Aufnahmen aus Kanada entstanden in North Vancouver, British Columbia.
Die Bezeichnungen der beiden Serienmörder im Film als The Casanova und Gentleman-Anrufer sind auch Alias-Namen der beiden realen Serienmörder „The Casanova Killer“ John Paul Knowles und „Der Gentleman-Mörder“ Wladyslaw Mazurkiewicz.
Der Film wurde am 10. September 1997 auf dem Deauville Film Festival in Frankreich erstmals vorgestellt. Im Jahr 1997 wurde er zudem in folgenden Ländern veröffentlicht: Rumänien, Vereinigte Staaten, Australien, Hongkong, Südkorea, Brasilien, Frankreich und Mexiko. In Ungarn, auf den Philippinen, in Neuseeland, in Singapur, in Slowenien, Dänemark, Spanien, der Schweiz, Norwegen, Schweden, Griechenland, Island, Italien, Polen, Portugal, in den Vereinigten Arabischen Emiraten, in den Niederlanden, im Vereinigten Königreich, in Irland, in der Slowakei, in Kuwait, Argentinien, in der Türkei, in Japan, Finnland und in Kanada (dort als DVD-Premiere) im Jahr 1998. Veröffentlicht wurde der Film zudem in Bulgarien, Kroatien, Indien, Litauen, Peru, Russland, Serbien, in der Ukraine sowie in Usbekistan.
Das Filmbudget lag bei 27 Millionen US-Dollar. Bereits am ersten Wochenende spielte der Film in den Vereinigten Staaten 13,2 Millionen Dollar ein, in Deutschland etwa 1,6 Millionen DM (etwa 820.000 Euro). Allein durch die Verleiheinnahmen konnten in den USA weitere 26,2 Millionen Dollar eingenommen werden.
In Deutschland wurde der Film am 5. März 1998 unter dem Titel Denn zum Küssen sind sie da, alternativ … denn zum Küssen sind sie da veröffentlicht, in Österreich im September 1998 unter dem letztgenannten Titel. Paramount Pictures gab den Film am 5. Juli 2006 mit einer deutschen Tonspur heraus.

## Rezeption

### Kritiken
… denn zum Küssen sind sie da erhielt ein verhaltenes Presseecho, was sich auch in den Auswertungen US-amerikanischer Aggregatoren widerspiegelt. So erfasst Rotten Tomatoes überwiegend kritische Besprechungen und ordnet den Film dementsprechend als „Gammelig“ ein. Laut Metacritic fallen die Bewertungen im Mittel „Durchwachsen oder Durchschnittlich“ aus.
Das ZDF schrieb zur Erstausstrahlung des Films: „Basierend auf dem Bestseller-Roman Kiss the Girls von James Patterson inszenierte Gary Fleder einen nervenzerreißenden Thriller, den er mit Morgan Freeman und Ashley Judd hervorragend besetzte. Das intelligente Drehbuch sowie die straffe Regieführung garantieren Thrill vom Feinsten.“
TV Movie zeigte sich 2005 sehr angetan von dem Film. Dort hieß es: „Basierend auf dem Bestseller-Roman ‚Kiss the Girls‘ von James Patterson inszenierte Gary Fleder einen nervenzerreißenden Thriller, den er mit Morgan Freeman und Ashley Judd hervorragend besetzte. Das intelligente Drehbuch sowie die straffe Regieführung garantieren Thrill vom Feinsten. Nervenkitzel trotz logischer Schwächen.“
Im Mai 1998 las sich die Kritik bei TV Movie allerdings weniger zustimmend: „Der Film versucht im Fahrwasser von Das Schweigen der Lämmer und Sieben zu schwimmen, scheitert jedoch kläglich: Allzu konstruiert wirkt die klischeehafte Story, die nicht mal einen Killer mit Charisma vorweisen kann und zudem viele Fragen aufwirft. Warum zum Beispiel kann lange Zeit keiner den Kerker finden, aus dem Kate kurz zuvor entflohen ist? Da sahen wohl alle den Wald vor lauter Bäumen nicht.“
Auch TV Spielfilm war 1998 noch anderer Meinung als in einer späteren Kritik im Februar 2017. Im Mai 1998 hieß es: „Enttäuschend und wenig spannend, von vorn bis hinten ausrechenbar.“ Im Februar 2017 hingegen: „Absolut fesselnd dank starker Atmosphäre.“ In einer weiteren Kritik zeigte der Daumen nach oben, für Action und Erotik gab es je einen von drei möglichen Punkten, für Spannung drei und die Bewertung: „Pompös, aber spannend.“
Für den Filmdienst handelte es sich um eine „unterdurchschnittliche Inszenierung“ in der „auch die Darsteller verloren“ wirken würden: „Ein weiterer Versuch über das Thema Serienkiller. Nach einer komplizierten Aufklärungsarbeit und einigen Unglaubwürdigkeiten kommt der Film zu einem psychologisch spekulativen Ende, das vor allem die Klischees des Genres bedient.“
TV Today sah den Film in seiner Kritik aus dem Monat Mai 1998 absolut positiv: „Wenn der charismatische Morgan Freeman in einem Film die Hauptrolle spielt, haben die übrigen Darsteller meist nicht die Spur einer Chance. Doch mit Ashley Judd steht Freeman eine ebenbürtige Partnerin zur Seite: intelligent, sensibel und schlagkräftig. Fazit: Kein Thriller für die Ewigkeit. Aber eiskalt kalkuliert – wie ein perfektes Verbrechen.“ Für Cinema handelte es sich um einen „Serienkiller aus der Retorte“. Der Autor Dieter Wunderlich war der Meinung: „Die Geschichte weist einige Plausibilitätslücken und nicht recht nachvollziehbare Sprünge auf. Bei den beiden Serienmördern handelt es sich nicht um schillernde Charaktere, sondern um farblose Klischees. Der klischeehafte und nicht immer plausible Thriller … denn zum Küssen sind sie da ist nur wegen der beiden Hauptdarsteller Morgan Freeman und Ashley Judd sehenswert.“
Der Kritiker Roger Ebert verwies darauf, dass Morgan Freeman eine seltene Präsenz auf der Leinwand habe. Er wirke nie oberflächlich, einfältig oder nicht überzeugt von dem, was er tue und das selbst in erfolglosen Filmen. In Kiss the Girls sei Freemans Leistung zentraler als seine Arbeit in dem Thriller Sieben, der offensichtlich die Inspiration für diesen Film gewesen sei. Der Drehbuchautor David Klass gebe Freeman und Ashley Judd, dem Opfer, das entkommen konnte, spezifischere Dialoge, als es in Thrillern üblich sei. Was Freeman in alle seine Szenen einbringe, sei eine ganz besondere Aufmerksamkeit. Er höre nicht nur zu, er scheine das Gesagte auch abzuwägen und zu bewerten. Gary Fleder sei bei diesem Film disziplinierter und kontrollierter als bei seinem Debütfilm, mit einer Geschichte, in der die Schatten und Nuancen so beängstigend seien wie alles andere. Freeman und Judd seien so gut, dass man sich fast wünschte, sie hätten sich entschieden, überhaupt keinen Thriller zu machen, sondern einfach einen Weg gefunden, ein Drama zu konstruieren, das ihre Persönlichkeiten erforsche.
Auch Stephen Holden befand in der New York Times, dass Morgan Freeman akribisch versuche, seiner Standardfigur in Kiss the Girls eine dramaturgische Integrität zu verleihen, die das Genre überschreite. Das sei etwas Trauriges und Mutiges im Schauspiel des engagierten Schauspielers zugleich. Freemans Leistung sei so bemessen, dass man viel mehr an den Film glauben wolle, als es seine trickreiche, manipulierte Handlung jemals zulasse. Wie viele Filme dieser Art beginne auch Kiss the Girls vielversprechend, verliere dann aber seine Richtung, da die Forderung nach beschleunigter Handlung die narrative Logik überhole.
Der Journalist Nils Bothmann betonte, dass der Film „sich wohltuend von der Masse der Psychothriller“ abhebe, da man sich hier „nicht an einer simplen Serienkillergeschichte“ versuche. Die Geschichte sei „ausgeklügelt erdacht worden“ und könne „noch einige andere Überraschungen aufbieten, welche den Plot von diversen Standardthrillern abheben“ würden. Morgan Freeman mache mal wieder „einen tollen Job“ und beweise, dass er „einer der besten Schauspieler Hollywoods“ sei, „aber auch Ashley Judd“ müsse sich „neben ihrem prominenten Kollegen nicht verstecken“. […] „…denn zum Küssen sind sie da revolutionier[e] das Genre des Psychothrillers zwar nicht, aber ein spannender, gut erdachter Film [sei] Regisseur Gary Fleder trotzdem gelungen, der sich trotz einiger Straffungen auch noch ziemlich gut an die Romanvorlage“ halte, „während der folgende Film Im Netz der Spinne, sich da deutlich mehr Freiheiten“ nehme.

### Auszeichnungen
- Bei den Blockbuster Entertainment Awards 1998 wurde Morgan Freeman als beliebtester Schauspieler,
Ashley Judd als beliebteste Schauspielerin im Bereich Thriller und
Cary Elwes als beliebtester Nebendarsteller im Bereich Thriller nominiert.
- Im Jahr darauf wurde Ashley Judd noch als beliebteste Schauspielerin im Bereich Video nominiert.
- Für die beste Darbietung einer Schauspielerin in einer tragenden Rolle, in einem Thriller, wurde Ashley Judd 1998 für den Golden Satellite Award bei den Satellite Awards nominiert.